# Cămin național al poporului evreu

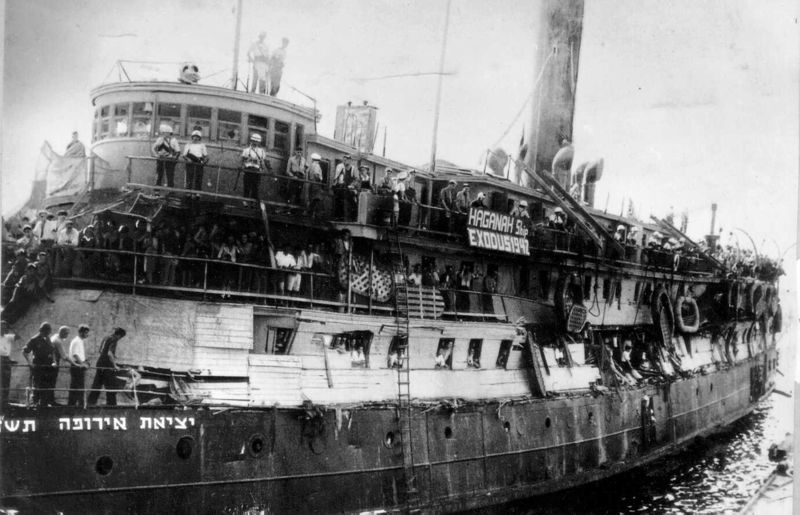
Evrei îmbarcați la bordul SS Exodus în căutarea unei patrii

O patrie pentru poporul evreu a fost o ideea care a apărut în secolul al XIX-lea în plin proces de dezvoltare a antisemitismului și asimilării a evreilor. Emanciparea evreilor în Europa a deschis direcția pentru două idei ideologice pentru „Problema evreiască”: asimilarea culturală, așa cum preconiza Moses Mendelssohn, și sionismul, promovat de Theodor Herzl La sfârșitul secolului al XIX-lea, Herzl și-a expus punctul de vedere cu privire la un stat evreiesc și o patrie pentru poporul evreu în cartea lui Der Judenstaat. Herzl a fost mai târziu considerat părintele fondator al Statului Israel . În cadrul Declarației Balfour, Regatul Unit  a devenit prima mare putere care s-a angajat public să sprijine fondarea în Palestina a unui „cămin național pentru poporul evreu”. Guvernul britanic a reconfirmat hotărârea sa prin acceptarea mandatului pentru Palestina în 1922. Statul Israel a fost proclamat în 1948, devenind astfel patria evreilor. 

## Istoric

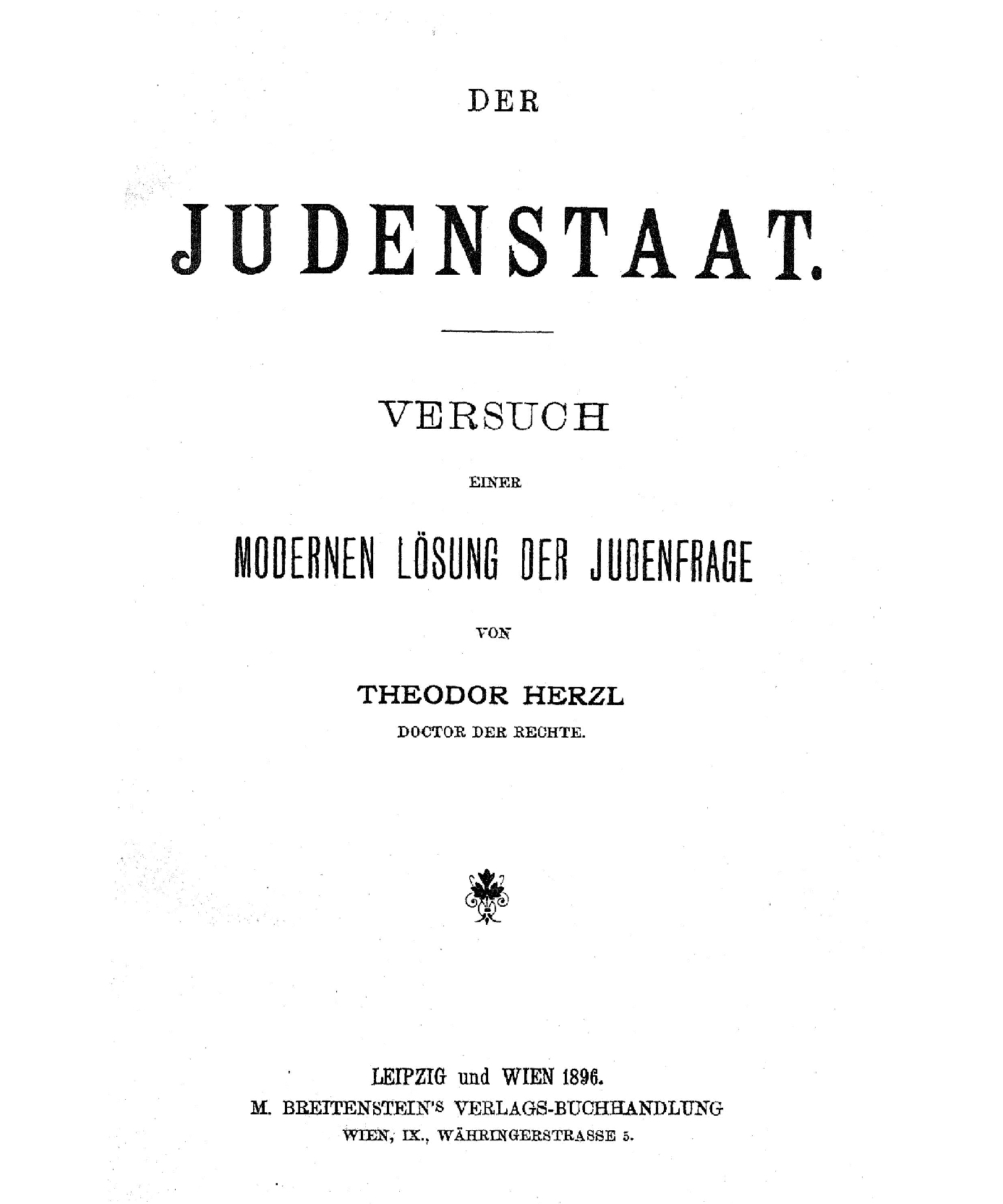
Cartea Der Judenstaat (Statul Evreisc, 1896) de Theodor Herzl

Deși aspirația evreilor pentru reîntoarcerea la Sion a fost o parte a religiei iudaice de-a lungul secolelor, mișcarea modernă pentru crearea unei patrii a poporului evreu a fost considerată drept o soluție împotriva antisemitismului care se manifesta în întreaga Europă. 
Eforturile moderne pentru fondarea unui cămin național evreiesc pentru poporul evreu a început în 1839, odată cu petiția lui Moses Montefiore către viceregelui Egiptului, prin care cerea crearea sus-numitului cămin național în regiunea Palestinei. 

### Obiectivul sionismului
În 1896, Theodor Herzl și-a expus viziune sa asupra Statului Evreiesc ca patrie a poporului evreu în cartea sa Der Judenstaat.. Tot el este cel care a fost membru fondator al  Organizației Sioniste Mondiale. 
Schițele obiectivelor mișcării sioniste mondiale au fost prezentate Primului Congres Sionist al Organizației Sioniste în 1897. Printre acestea se afla și fraza „Sionismul caută să stabilească un cămin pentru poporul evreu în Palestina, apărat de dreptul public”. Numeroși delegați au încercat să modifice „dreptul public” cu „dreptul internațional”, dar au existat numeroși alți delegați care s-au opus. În cele din urmă a fost găsit un compromis, cunoscut ca „programul Basel”: „Sionismul urmărește să stabilească pentru poporul evreu un cămin în Palestina garantat public și legal”
Acordul Sykes–Picot din  16 mai 1916 a prevăzut ca regiunea cunoscută ca Palestina să fie pusă sub „administrație internațională” și control britanic. Formula „cămin național pentru poporul evreu” a fost folosită pentru prima oară în cadrul  Declarației Balfour, care prevedea în versiunea oficială „fondarea în Palestina a unui cămin național pentru poporul evreu”. 
Noțiunea „casă națională” a fost folosită în mod intenționat în locul celei de „stat” datorită opoziției manifestate față de programul sionist în cadrul cabinetului britanic. Schița inițială a declarației se referea la principiul conform căreia „Palestina ar trebui fi reconstituită drept cămin național al poporului evreu” .
În 1919, secretarul general (și viitorul președinte) al Organizației Sioniste, Nahum Sokolow, a publicat o istorie a sionismului (1600-1918). El a fost de asemenea reprezentantul Organizației Sioniste la Paris, la Conferința de Pace. El avea să explice că: 
Obiectivul sionismului este stabilirea pentru poporul evreu a unui cămin în Palestina apărat de dreptul public... A fost spus și continuă să fie repetat cu încăpățânare de către antisioniști  mereu și mereu că sionismul țintește la crearea unui „Stat Israelian” independent. Dar aceasta este eronat în întregime. „Statul Evreiesc” nu a fost niciodată parte al programului sionist. „Statul Evreiesc” a fost titlul primului manifest al lui Herzl, care a avut meritul uriaș că i-a făcut pe oameni să gândească. Acest manifest a fost urmat de Primul Congres Sionist, care a adoptat „Programul Basel” – singurul program existent.
Regatul Unit a răspuns dezideratelor mișcării sioniste prin Declarația Balfour. Mai apoi, prin asumarea Mandatului pentru Palestina, aprobat oficial de Liga Națiunilor în iunie 1922, britanicii au acționat în favoarea formării unui cămin național / a unei patrii pentru poporul evreu. În preambulul mandatului se declara: 
Având în vedere că principalele puteri aliate au căzut de asemenea de acord ca puterea mandatară să fie responsabilă pentru punerea în practică a declarației făcută pentru prima oară pe 2 noiembrie 1917 de către guvernul Maiestății Sale Britanice și adoptate de sus-numitele puteri, în favoarea stabilirii în Palestina a unui cămin național pentru poporul evreu... 

### Alte variante
La sfârșitul deceniului al patrulea, Liga Sionistă Britanică a luat în considerare și alte locații în care putea fi fondat căminul național evreiesc. Regiunea Kimberley din Australia a fost una dintre propuneri, respinsă însă în cele din urmă de guvernul Curtin. Profitând de sprijinul premierului Tasmaniei, Robert Cosgrove, Critchley Parker a propus fondarea unei așezări evreiești la Port Davey,  în sud-vestul insulei. Parker a vizitat regiunea dar, după moartea sa din 1942, ideea și-a pierdut actualitatea.

## Drumul către statalitate
În 1942 a fost adoptat Programul Biltmore ca platformă a Organizației Sioniste cu obiectivul declarat al transformării Palestinei într-un „Commonwealth evreiesc”. În 1946, Comisia de anchetă anglo-americană, cunoscută și cu numele de Comitetul Grady-Morrison, sublinia faptul că fondarea Statului Evreiesc depășește obligațiile atât a Declarației Balfour, cât și a Mandatului pentru Palestina, și că a fost respinsă în mod expres de președintele Agenției Evreiești în 1932
Comitetul special al ONU pentru Palestina a afirmat că ideea „căminului național evreiesc”, care deriva din formularea aspirațiilor sioniste din Programul Basel din 1897, a provocat numeroase discuții cu privire la înțelesul, scopul și caracterul legal al ei, în special din cauza faptului că nu erau cunoscute conotații legale și nu existau precedente în dreptul internațional pentru interpretarea ei. Ideea „căminului național evreiesc” a fost folosită atât în Declarația Balfour cât și în textul Mandatului pentru Palestina, fără însă a i se explica înțelesul. Colonial Office a emis o declarație asupra „Politicii britanice în Palestina” cu o abordare restrictivă față de Declarația Balfour. Declarația Colonial Office excludea „dispariția sau subordonarea populației, limbii sau obiceiurilor arabe în Palestina” „sau impunerea naționalității evreiești locuitorilor Palestinei în întregul ei” și afirma cu claritate că, din punctul de vedere al puterii mandatare, căminul național evreiesc putea fi înființat în Palestina, dar Palestina în întregul ei nu avea să fie transformată în căminul național evreiesc. Comitetul a remarcat că această abordare, care restrângea în mod considerabil scopul căminului național, a fost făcută mai înainte de confirmarea mandatului pentru Palestina de către Consiliul Ligii Națiunilor și a fost acceptată în mod oficial de către exectivul Organizației Sioniste.

## Fondarea Statului
Conceptul de înființării patriei poporului evreu în Palestina sub mandat britanic a fost păstrat cu sfințenie în politica națională israeliană și este reflectată în numeroase instituții publice și naționale israeliene. Conceptul acesta a fost exprimat în Declarația de Înființare a Statului Israel de pe 14 mai 1948 și a căpătat o expresie concretă în Legea reîntoarcerii, votată de Knesset pe 5 iulie 1950, care afirma că: „Fiecare evreu are dreptul să vină în această țară ca un aliyah”. prevederile acestei legi au  fost extinse în 1970 pentru a permite și neevreilor care aveau doar un bunic evreu și soțului/soției lui să emigreze în Israel. 
În vreme ce în zilele noastre conceptul patriei evreiești se confundă aproapte întotdeauna cu Statul Israel (cu unele variații ale granițelor), în cursul istoriei evreilor au existat mai multe propuneri pentru reînființarea căminului național. În vreme ce unele dintre aceste propuneri au fost puse în practică, altele au rămas doar în faza de proiect. 

## Stat evreiesc sau stat al evreilor?
În Israel există o mai lungă dezbatere cu privire la caracterul statului, cu privire la accentul care trebui pus pe cultura evreiască, încurajarea iudaismului în școli, sau accentul pus pe legile Kașrut și respectarea Șabatului. Această dezbatere reflectă separația istorică în cadrul sionismului, ca și între cetățenii israelieni de etnie evreiască, dintre evreii cu tradiții seculariste și cei tradiționaliști sau ortodocși. 
Sionismul secular, linia dominantă din punct de vedere istoric, are ca bază ideea conform căreia evreii sunt în primul rând un popor care are dreptul la autodeterminare. Un alt motiv al acestei abordări este acela conform căruia un stat secular i-ar proteja mai bine pe evrei de atacurile antisemite, permițându-le să trăiscă în pace. 
Sioniștii religioși, care credeau că religia și practicile tradiționale sunt determinante pentru popurul evreu, considerând că secularismul nu ar face decât să transforme poporul într-unul ca oricare altul, făcând mai mult rău decât bine națiunii. În schimb, ei urmăreau să fondeze ceea ce ei denumeau un „autentic commonwealth evreiesc”, care să păstreze și să încurajeze moștenirea evreiască.
Pornind de la analogia cu diaspora evreiască, care fuseseră asimilată în culturile popoarelor în mijlocul cărărora trăiseră, abandonând propria cultură în mod voluntar sau forțat, sioniștii religioși au susținut că fondarea unui stat secular israelinan este echivalentă cu fondarea unui stat în care evreii sunt asimilați în masă ca o națiune, un adevărat atac împotriva aspirațiilor naționale evreiești. Sionismul este ancorat într-un concept al evreimii ca națiune, iar sioniștii cred că Israelul are un mandat pentru promovarea iudaismului, a culturii și, poate, este singurul reprezentant legitim al evreilor de pretutindeni. 
Partizanii viziunii laice a statului au majoritatea, printre ei fiind atât evrei nereligioși sau mai puțin tradiționaliști. Partizanii celui de-al doilea punct de vedere sunt aproape în exclusivitate tradiționaliști sau ortodocși, deși în rândul lor se află și credincioși ai altor curente iudaice, sau mai puțin tradiționaliști dar de orientare politică conservatoare. Acești din urmă sunt susținătorii unui rol mai important al statului în  promovarea credinței iudaice, deși resping crearea unui pur halakhaic. 
Controversa este caracterizată de o puternică polarizare a opiniior. Sioniștii seculari și religioși se conrazic cu pasiune cu privire la caracterul statului evreiesc. Postsioniștii și zioniștii discută aprins asupra necesității existenței unui stat evreiesc. Datorită faptului că Israelul a fost creat în cadrul dreptului internațional ca instrument care să asigure autodeterminarea evreiască, cele două părți discută încă dacă Israelul trebuie să-și întărească statutul de stat pentru poporul evreu, sau să se înscrie pe drumul de tranziție către un stat al tuturor cetățenilor săi. O altă întrebare care se ridică este aceea a modalității în care să fie rezolvate problemele coexistenței cetățenilor săi. În zilele noastre, a reușit să păstreze un curs între secularism și identitatea evreiască, poziția aceasta oscilând funcție de cine controlează Curtea Supremă de Justiție a Israelului. 
Pe 19 noiembrie 2008, ministrul de extern israelian Tzipi Livni a vorbit în fața delegaților Adunării Generale a Cominităților Unite Evereiești din Ierusalim. În disursul său, ministrul a anunțat că „Cele două obiective ale Israelului ca un stat evreiesc și democratic trebuie să coexiste și nu trebuie să contrazică între ele. Astfel, ce înseamnă un stat evreiesc? Nu este doar o problemă a numărului de evrei care trăiesc în Israel. Nu este doar o problemă de numere, dar o chestiune de valori. Statul evreiesc este o problemă de valori, dar nu este doar o problemă de religie, este de asemenea o problemă legată de naționalitate. Iar un stat evreiesc nu este un monopol al rabinilor. Vorbim despre natura statului Israel. Este vorba de  tradiția evreiască. Este vorba de istoria evreiască, indiferent de felul în care fiecare și toți cetățenii israelinei se comportă în casa sa în ziua de sâmbătă și de ce face în zilele de sărbătoare evreiască. Trebuie să menținem natura statului Israel, caracterul statului Israel, deoarece aceasta este raținea existenței Statului Israel”.